# Buthus garcialorcai
Espèce
Buthus garcialorcai est une espèce de scorpions de la famille des Buthidae.

## Distribution
Cette espèce est endémique d'Andalousie en Espagne. Elle se rencontre vers Víznar.

## Description
Le mâle holotype mesure 63,70 mm et la femelle paratype 72,20 mm.

## Étymologie
Cette espèce est nommée en l'honneur de Federico García Lorca.

## Publication originale
- Teruel & Turiel, 2020 : « The genus Buthus Leach 1815 (Scorpiones: Buthidae) in the Iberian Peninsula. Part 1: Four redescriptions and six new species. » Revista Iberica de Arachnologia, vol. 37, p. 3-60.